# Dżil
Dżil (arab. جيل) – wieś w Syrii, w muhafazie Aleppo, w dystrykcie Ajn al-Arab. W 2004 roku liczyła 347 mieszkańców.